# Olympische Sommerspiele 2020/Gewichtheben – Mittelgewicht (Frauen)
Das Gewichtheben der Frauen in der Klasse bis 64 kg (Mittelgewicht) bei den Olympischen Sommerspielen 2020 in Tokio fand am 27. Juli 2021 im Tokyo International Forum statt. Es traten 14 Athletinnen aus 14 Ländern an.
Der Wettkampf bestand aus zwei Teilen: Reißen (Snatch) und Stoßen (Clean and Jerk). Die Athletinnen traten in zwei Gruppen zuerst im Reißen an, bei dem sie drei Versuche hatten. Gewichtheberinnen ohne gültigen Versuch schieden aus. Im Stoßen hatte wieder jede Athletin drei Versuche. Die Athletin mit dem höchsten zusammenaddierten Gewicht gewann. Im Falle eines Gleichstandes gab das geringere Körpergewicht den Ausschlag.

## Titelträger
| Weltmeisterin     | Reißen    | Deng Wei | 116 kg | WM 2019 in Pattaya     |
| Weltmeisterin     | Stoßen    | Deng Wei | 145 kg | WM 2019 in Pattaya     |
| Weltmeisterin     | Zweikampf | Deng Wei | 261 kg | WM 2019 in Pattaya     |
| Olympiasiegerin * | Zweikampf | Deng Wei | 262 kg | 2016 in Rio de Janeiro |

## Rekorde

### Bestehende Rekorde
| Weltrekord | Reißen    | Deng Wei | 117 kg | Tianjin, China    | 11. Dezember 2019  |
| Weltrekord | Stoßen    | Deng Wei | 145 kg | Pattaya, Thailand | 22. September 2019 |
| Weltrekord | Zweikampf | Deng Wei | 261 kg | Pattaya, Thailand | 22. September 2019 |

Das Gewichtheben der Frauen fand bisher bei keinen Olympischen Sommerspielen in der Gewichtsklasse bis 64 kg statt. Daher gab es vor den Spielen in Tokio noch keine olympischen Rekorde in dieser Klasse.

### Neue Rekorde
Mit der Einführung der neuen Gewichtsklassen im Gewichtheben 2018 setzte die International Weightlifting Federation ebenfalls Weltstandards für olympische Rekorde fest. Für die Gewichtsklasse bis 64 kg bei den Frauen bestehen folgende Rekord-schwellen:
- Reißen: 108 kg
- Stoßen: 134 kg
- Zweikampf: 242 kg

Die besten Wettkampfresultate erzielte die Kanadierin Maude Charron mit 105 kg im Reißen, 131 kg im Stoßen und 236 kg im Zweikampf. Damit erreichte sie jedoch keinen der gesetzten Weltstandards für die Aufstellung eines neuen Rekordes.

## Zeitplan
- Gruppe B: 27. Juli 2021, 11:50 Uhr (Ortszeit)
- Gruppe A: 27. Juli 2021, 19:50 Uhr (Ortszeit)

## Endergebnis
| Rang | Athletin              | Nation            | Gr. | Kgw.  | Reißen (kg) | Reißen (kg) | Reißen (kg) | Reißen (kg) | Stoßen (kg) | Stoßen (kg) | Stoßen (kg) | Stoßen (kg) | Zweikampf |
| Rang | Athletin              | Nation            | Gr. | Kgw.  | 1           | 2           | 3           | Gesamt      | 1           | 2           | 3           | Gesamt      | Zweikampf |
| ---- | --------------------- | ----------------- | --- | ----- | ----------- | ----------- | ----------- | ----------- | ----------- | ----------- | ----------- | ----------- | --------- |
| 1    | Maude Charron         | Kanada            | A   | 63,30 | 102         | 105         | 108         | 105         | 128         | 128         | 131         | 131         | 236       |
| 2    | Giorgia Bordignon     | Italien           | A   | 63,70 | 98          | 101         | 104         | 104         | 121         | 126         | 128         | 128         | 232       |
| 3    | Chen Wen-huei         | Chinesisch Taipeh | A   | 63,90 | 97          | 100         | 103         | 103         | 127         | 130         | 130         | 127         | 230       |
| 4    | Mercedes Pérez        | Kolumbien         | A   | 63,70 | 101         | 101         | 105         | 101         | 126         | 131         | 131         | 126         | 227       |
| 5    | Sarah Davies          | Großbritannien    | A   | 63,90 | 97          | 100         | 100         | 100         | 127         | 127         | 133         | 127         | 227       |
| 6    | Angie Palacios        | Ecuador           | A   | 63,55 | 100         | 104         | 108         | 104         | 122         | 127         | 127         | 122         | 226       |
| 7    | Elreen Ando           | Philippinen       | A   | 63,15 | 96          | 99          | 100         | 100         | 118         | 122         | 122         | 122         | 222       |
| 8    | Marina Rodríguez      | Kuba              | A   | 64,00 | 95          | 98          | 98          | 98          | 118         | 122         | 123         | 123         | 221       |
| 9    | Nuray Levent          | Türkei            | A   | 63,10 | 97          | 100         | 103         | 100         | 116         | 120         | 124         | 120         | 220       |
| 10   | Lisa Marie Schweizer  | Deutschland       | A   | 63,60 | 97          | 100         | 102         | 100         | 117         | 121         | 121         | 117         | 217       |
| 11   | Kiana Elliott         | Australien        | B   | 63,40 | 93          | 97          | 101         | 101         | 108         | 108         | 111         | 108         | 209       |
| 12   | Sema Ludrick          | Nicaragua         | B   | 64,00 | 87          | 87          | 92          | 87          | 110         | 115         | 118         | 115         | 202       |
| 13   | Yasmin Zammit Stevens | Malta             | B   | 63,70 | 84          | 84          | 87          | 84          | 101         | 101         | 105         | 105         | 189       |
| —    | Chaima Rahmouni       | Tunesien          | B   |       | 88          | 91          | 93          | 91          | 110         | 110         | 111         | —           | —         |